# Anri
Anri (właśc. Eiko Kawashima, ur. 31 sierpnia 1961 w Yamato) – japońska wokalistka, kompozytorka i autorka tekstów
Debiutowała w 1978 singlem Oribia o Kikinagara. W 1983 jej utwór Cat's Eye jako jedna z pierwszych kompozycji w stylu J-pop został wykorzystany jako motyw przewodni serialu anime (o tym samym tytule) i trafił na pierwsze miejsce japońskiej listy przebojów. Wykonała ten utwór na noworocznej gali japońskich mediów publicznych NHK Kōhaku Uta Gassen.W 1987 dzięki współpracy z zespołem Kalapanazostała pierwszym japońskim wykonawcą, który z sukcesami koncertował na Hawajach. W 1989 zdobyła nagrodę Japan Record Award w kategorii album roku za Circuit of Rainbow. W 1998 nagrała oficjalny utwór Zimowych Igrzysk Olimpijskich w Nagano Share - Hitomi no Naka no Hero i wykonała Furusato (Hometown) na ceremonii zamknięcia tej imprezy. W tym samym roku została oficjalną ambasadorką turystyki Nowej Zelandii. W latach 2008–2009 była też ambasadorką miasta Fujisawa. Rok później śpiewana przez nią piosenka Davida Fostera I Will Be There with You promowała Japan Airlines. Współpracowała m.in. z Lee Ritenourem (wyprodukował jej album Smooth Jam – Quiet Storm w 2002) i Steve’em Gaddem (nagrali wspólnie trzy utwory w 2019).

## Dyskografia

### Albumy studyjne
| Rok  | Tytuł                                          | Wytwórnia                    |
| ---- | ---------------------------------------------- | ---------------------------- |
| 1978 | Apricot Jam                                    | For Life Records             |
| 1979 | Feelin'                                        | For Life Records             |
| 1981 | 哀しみの孔雀 (Sad Peacock)                     | For Life Records             |
| 1982 | Heaven Beach                                   | For Life Records             |
| 1982 | Last Summer Whisper                            | For Life Records             |
| 1983 | Bi・Ki・Ni                                     | For Life Records             |
| 1983 | Timely!!                                       | For Life Records             |
| 1984 | Coool                                          | For Life Records             |
| 1985 | Wave                                           | For Life Records             |
| 1986 | Mystique                                       | For Life Records             |
| 1986 | Trouble in Paradise                            | For Life Records             |
| 1987 | Summer Farewells                               | For Life Records             |
| 1988 | Boogie Woogie Mainland                         | For Life Records             |
| 1990 | Circuit of Rainbow                             | For Life Records             |
| 1990 | Mind Cruisin'                                  | For Life Records             |
| 1991 | Neutral                                        | For Life Records             |
| 1992 | Moana Lani                                     | For Life Records             |
| 1993 | 1/2 & 1/2                                      | For Life Records             |
| 1995 | Opus 21 (album z coverami)                     | For Life Records             |
| 1996 | Angel Whisper                                  | For Life Records             |
| 1997 | Twin Soul                                      | For Life Records             |
| 1998 | Moonlit Summer Tales                           | For Life Records             |
| 1999 | Ever Blue                                      | For Life Records             |
| 2000 | The Beach House                                | For Life Records             |
| 2001 | My Music                                       | Dolphin Hearts               |
| 2002 | Smooth Jam: Aspasia (album z coverami)         | Dolphin Hearts               |
| 2002 | Smooth Jam: Quiet Storm (album z coverami)     | Dolphin Hearts               |
| 2003 | R134 Ocean Delights (album z coverami)         | For Life Records             |
| 2005 | Sol                                            | Columbia Music Entertainment |
| 2007 | Tears of Anri (album z coverami)               | Universal Music Japan        |
| 2008 | Tears of Anri 2 (album z coverami)             | Universal Music Japan        |
| 2009 | Anri Again – Best of Myself (album z coverami) | Universal Music Japan        |
| 2013 | Surf City -Coool Breeze- (album z coverami)    | Ivy Records                  |
| 2014 | Surf & Tears (album z coverami)                | Ivy Records                  |
| 2015 | Smooth & Groove                                | Ivy Records                  |
| 2016 | Melodies: Smooth & Groove                      | Ivy Records                  |
| 2017 | Fun Time (Live)                                | Ivy Records                  |
| 2018 | ANRI                                           | Ivy Records                  |

### Składanki
| Rok  | Tytuł                                                                | Wytwórnia          |
| ---- | -------------------------------------------------------------------- | ------------------ |
| 1980 | Anri the Best                                                        | For Life Records   |
| 1982 | Amazing American ~ I Love Popping World, Anri ~                      | For Life Records   |
| 1986 | ザ・杏里                                                             | For Life Records   |
| 1987 | Meditation                                                           | For Life Records   |
| 1988 | My Favorite Songs                                                    | For Life Records   |
| 1991 | My Favorite Songs 2                                                  | For Life Records   |
| 1994 | 16th Summer Breeze                                                   | For Life Records   |
| 1994 | 16th Summer Breeze ORIGINAL KARAOKE                                  | For Life Records   |
| 2000 | Anri the Best                                                        | For Life Records   |
| 2007 | a day in the summer The Best from "16th Summer Breeze" and "OPUS 21" | For Life Records   |
| 2011 | Heart to Heart 〜with you〜                                          | Warner Music Japan |

### Koncerty
| Rok  | Tytuł                         | Wytwórnia             |
| ---- | ----------------------------- | --------------------- |
| 1984 | ANRI in Concert               | Format: Laserdisc VHS |
| 1987 | Anri: Live in Budokan         | Format: Laserdisc VHS |
| 1988 | Anri: Hiroshima Peace Concert | Format: Laserdisc VHS |
| 1989 | Anri: Concert in Hawaii       | Format: VHS           |